# Camurammina
Camurammina es un género de foraminífero bentónico de la subfamilia Trochammininae, de la familia Trochamminidae, de la superfamilia Trochamminoidea, del suborden Trochamminina, y del orden Trochamminida. Su especie tipo es Camurammina ciffellii. Su rango cronoestratigráfico abarca el Holoceno.

## Discusión
Clasificaciones previas incluían Camurammina en el suborden Textulariina del orden Textulariida. Otras clasificaciones lo han incluido en el orden Lituolida.

## Clasificación
Camurammina incluye a la siguiente especie:
- Camurammina ciffellii